# 櫛巻き

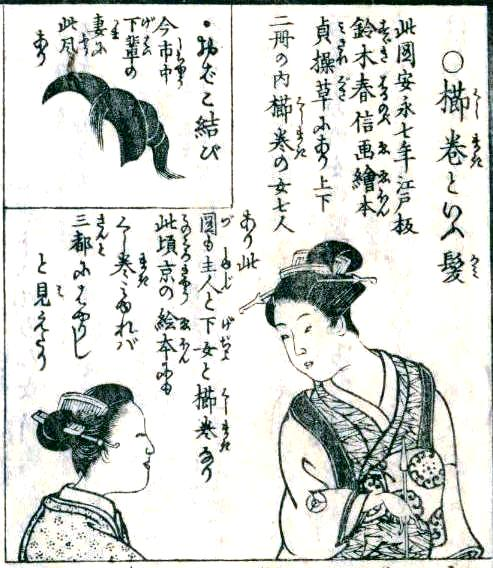
櫛巻き。『歴世女装考』より

櫛巻き（くしまき）とは女性の髪形の一つ。髷を櫛でくるくるとまいた珍しい形のもので女髷の中では最も簡単なものの一つ。
粋筋と呼ばれる女性の芸能者特に芸者や女師匠などが結ったが、手間がかからないことから職業女性にも愛好者が多かった。
宝暦年間に浅草寺参りの客に愛された名物娘の湊屋お六が結って流行したものという。

## 結い方
髷は後ろ髪を櫛に巻きつけて巻き込み（未婚なら櫛は髪の毛の流れに沿って挿し、既婚なら逆さにして挿す）余った毛先は髷の根元に巻きつけて形作る。
この髷であれば手馴れた人なら五、六分で結えるといい、
手軽だが、やや崩れた印象があるためか粋好みの女性が良く結っていた。
櫛巻きにするのが嫁の崩し初め（俳風柳多留）
結うのに手間がかからないので髪を洗った後に仮に結う髷としても結われたが、忙しく立ち働くことが多い職人の女房は普段からもこのような髪を結うことが多かった。